# Uničov (nádraží)
Uničov je železniční stanice v severní části stejnojmenného města v okrese Olomouc v Olomouckém kraji, v těsné blízkosti řeky Oskavy. Leží na elektrifikované jednokolejné trati Olomouc–Šumperk. Přibližně 200 metrů jižně je umístěno městské autobusové nádraží. Na území města se nachází též železniční zastávka Uničov zastávka.

## Historie
Dne 1. července 1870 dostavěla společnost Moravsko-slezská severní dráha (sesterská společnost Severní dráhy císaře Ferdinanda (KFNB) odbočnou trať z Nezamyslic, kudy procházela železnice mezi Brnem a Přerovem (provoz zahájen 30. srpna 1869), vedenou přes Prostějov a Olomouc do Šternberku.
Uničovská stanice byla otevřena 15. října 1873, když ze Šternberku navázala stavbou své trati společnost Moravská pohraniční dráha (MGB) severním směrem do stanice Dolní Lipka, odkud se v dalších letech pokračovalo ve stavbě v dalších směrech. Po zestátnění MGB roku 1895 pak obsluhovala stanici jedna společnost, Císařsko-královské státní dráhy (kkStB), po roce 1918 pak správu přebraly Československé státní dráhy.
V letech 2019–2021 byla stanice spolu s tratí rekonstruována a elektrifikována stejnosměrnou trakční soustavou 3 kV. První elektrické vlaky začaly na trati jezdit v prosinci 2022.

## Popis
Ve stanici se nacházejí dvě nástupiště (jedno ostrovní a jedno vnější), k příchodu a odchodu z ostrovního nástupiště slouží přechod přes kolejiště.